# A Magyar Kultúra Lovagjai 1999
A Magyar Kultúra Lovagja 1999. évi kitüntetettjei

## Kultúra Lovagja – alapító lovagok
1.	Búza Barna (Budapest) szobrászművész, Művészetbarátok Egyesületének tiszteletbeli elnöke, „Képzőművészeti munkásságáért”
2.	Dr. Deme Péter (Budapest) a Nemzeti Múzeum főosztályvezetője, a millecentenárium emlékbizottság miniszteri biztosa, „Kultúrát támogató munkásságáért”
3.	Frömmel Gyula (Budapest) festőművész,  „A katonaművészek népszerűsítéséért”
4.	Sigrid Boese Pirschel (Berlin, Németország) festőművész, a Berlin Brandenburgi Német Magyar Baráti Társaság alelnöke, „A magyar kultúra külföldi népszerűsítéséért”
5.	Polyák István (Úrhida) festőművész, „A falvakban folytatott képzőművészeti oktató-nevelő munkájáért”
6.	Tiszai Nagy Menyhért (Kisgéres, Szlovákia) református lelkész, festőművész, irodalmár, „A magyar kulturális örökség megőrzéséért és külföldi népszerűsítéséért”
7.	Dr. Jáki Ferenc (Budapest) tanár, irodalmár, „A magyar kultúra hazai és nemzetközi népszerűsítéséért”
8.	Nagy József (Rákóczifalva) vállalkozó, „Kulturális objektumok létrehozásáért és mecenatúrájáért”
9.	Petermanné Baranyai Stefánia (Budapest) szobrászművész, „Képzőművészeti alkotások adományozásáért”
10.	Sipos Gábor (Budapest) a Kulturális és Média Igazgatóság főigazgató helyettese, „Művelődésszervezői tevékenységéért”
11.	Szabó József (Budapest) a Szabó Öntészeti KFT cégtulajdonosa, „Képzőművészeti alkotások megjelentetésének támogatásáért”
12.	Vörös Ákos (Nagytarcsa) népművelő, festőművész, „Közművelődési munkásságáért”

## Posztumusz Kultúra Lovagja – alapító lovagok
13.	Béres Ferenc (Budapest) énekművész, „A magyar kultúrát népszerűsítő, a képzőművészetet támogató életművéért”
14.	Dr. László Gyula (Budapest) régész, történész, képzőművész, „A magyar kulturális és történelmi örökséget támogató életművéért”

## Kultúra Apródja – alapító apródok
15.	Kiss Szabó László (Olaszfalu) tanuló, „Képzőművészeti teljesítményéért”
16.	Nagy Katalin (Rákóczifalva) tanuló, „Képzőművészeti teljesítményéért”
17.	 Nick Andrea (Budapest) tanuló, „Kultúraszervezői teljesítményéért”
18.	Balásházi Bálint (Budapest) tanuló, „Zenei teljesítményéért”